# Корнеја ла Ривјер
Корнеја ла Ривјер (фр. Corneilla-la-Rivière) насеље је и општина у јужној Француској у региону Лангдок-Русијон, у департману Источни Пиринеји која припада префектури Перпињан.
По подацима из 2011. године у општини је живело 1917 становника, а густина насељености је износила 161,09 становника/km². Општина се простире на површини од 11,90 km². Налази се на средњој надморској висини од 48 метара (максималној 480 m, а минималној 74 m).

## Демографија
| 1962. | 1968. | 1975. | 1982. | 1990. | 1999. | 2011. |
| ----- | ----- | ----- | ----- | ----- | ----- | ----- |
| 1.008 | 1.010 | 936   | 967   | 1.081 | 1.407 | 1.917 |

График промене броја становника у току последњих година